# سدا، لیتوانی
سدا، لیتوانی (به لاتین: Seda, Lithuania) در لیتوانی با جمعیت ۱٬۲۶۰ نفر است که در samogitia واقع شده‌است.